# Alperosen
|  | For planten, se Alperose |
|  | For filmen, se Alperosen (film fra 1911) |
Alperosen er oprindelig en tysk skillingsvise, der er kendt over hele Europa. 
I Danmark findes den indspillet af bl.a. Povl Dissing, Tommy Seebach, Trille, Jodle Birge, Gustav Winckler, Peter Sørensen
Wilhelmina Hoffman oversatte den til svensk ved navn "Alpens Ros". I Sverige findes den indspillet af Eddie Meduza, Margareta Kjellberg, The Violents, Tomtélius, Stefan Borsch og med mere. 
I Norge findes den indspillet af Åge Aleksandersen, Rita Engebretsen, Nystogs og med mere.